# Westmont (Illinois)
Westmont es una villa ubicada en el condado de DuPage en el estado estadounidense de Illinois. En el Censo de 2010 tenía una población de 24.685 habitantes y una densidad poblacional de 1.855,71 personas por km².

## Geografía
Westmont se encuentra ubicada en las coordenadas 41°47′40″N 87°58′22″O / 41.79444, -87.97278. Según la Oficina del Censo de los Estados Unidos, Westmont tiene una superficie total de 13.3 km², de la cual 13.03 km² corresponden a tierra firme y (2.06%) 0.27 km² es agua.

## Demografía
Según el censo de 2010, había 24685 personas residiendo en Westmont. La densidad de población era de 1.855,71 hab./km². De los 24685 habitantes, Westmont estaba compuesto por el 72.66% blancos, el 8.67% eran afroamericanos, el 0.34% eran amerindios, el 12.51% eran asiáticos, el 0.02% eran isleños del Pacífico, el 3.47% eran de otras razas y el 2.33% pertenecían a dos o más razas. Del total de la población el 11.17% eran hispanos o latinos de cualquier raza.